# Aleksandar Marelja
Aleksandar Marelja (serb. Александар Мареља; ur. 12 czerwca 1992 w Belgradzie) – serbski koszykarz, występujący na pozycjach silnego skrzydłowego oraz środkowego, obecnie zawodnik Mitteldeutscher.

## Osiągnięcia
Stan na 15 grudnia 2017, na podstawie, o ile nie zaznaczono inaczej.
Drużynowe
- Mistrz Belgii (2015)
- Zdobywca:
  - pucharu Belgii (2015, 2016)
  - Superpucharu Belgii (2015)

Indywidualne
- MVP kolejki serbskiej ligi KLS (21, 24 – 2012/2013)

Reprezentacja
- Uczestnik uniwersjady (2015 – 9. miejsce)